# Parlamentul Canadei
Parlamentul Canadei (în engleză Parliament of Canada, în franceză Parlement du Canada) este ramura legislativă a guvernării Canadei, situată pe Colina Parlamentului⁠(d) din Ottawa, Ontario. Potrivit articolului 17 din Constituția din 1867, Parlamentul este alcătuit din trei ramuri: Suveranul, Senatul și Camera Comunelor. Suveranul este reprezentat în mod normal de Guvernatorul General, care numește cei 105 membri ai Senatului la recomandarea prim-ministrului. Cei 308 deputați ai Camerei Comunelor sunt aleși în mod direct de popor prin vot universal, fiecare membru reprezentând un singur circumscripție electorală, adesea numită circumscripție, în echitația engleză riding.
Prin convenție constituțională, Camera Comunelor este ramura dominantă a parlamentului, Senatul și Coroana rareori se opun voinței sale. Senatul revizuiește legislația dintr-un punct de vedere mai imparțial, iar suveranul sau viceregele oferă acordul regal necesar transformării proiectelor de lege în legi valabile. Guvernatorul general convoacă parlamentul, în timp ce fie viceregele, fie suveranul poate extinde sau dizolva parlamentul (pentru a convoca alegeri anticipate). Suveranul sau viceregele citește „discursul tronului” la deschiderea unei noi legislaturi. 
1. ↑   https://www.ipu.org/parliament/CA Lipsește sau este vid: |title= (ajutor)